# Luftstridsskolan

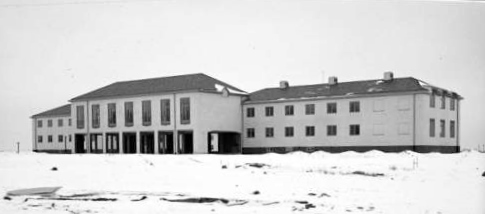
Skol- och elevbyggnader i Uppsala under uppförandet år 1944

Luftstridsskolan (LSS) är ett flygvapengemensamt skolförband inom svenska flygvapnet som verkat sedan 2005. Förbandsledningen är förlagd i Uppsala garnison i Uppsala.

## Historik
Inför försvarsbeslutet 2004 ansåg regeringen att verksamheten vid Flygvapnets Uppsalaskolor (F 20) borde renodlas, och istället inordna den tekniska verksamheten i Försvarsmaktens tekniska skola (FMTS) i Halmstad. F 20 skulle istället inriktas mot utbildning med direkt anknytning till flygstridskrafterna. Enligt regeringens förslag skulle även F 20 överta flygförarutbildning och Flygskolan på Malmen, vilken organisatoriskt tillhörde Blekinge flygflottilj (F 17) och också överta helikopterutbildning, så att den organisatoriskt inordnades i F 20.
Genom att F 20 nu skulle inriktas mot en renodlad förbandsskola, ansåg regeringen att F 20 skulle avvecklas och i dess ställe skulle Luftstridsskolan (LSS) inrättas. Anledningen till att Luftstridsskolan inte fick behålla kortbenämningen F 20, var att regeringen menade att det kunde leda tankarna till en flygflottilj. Den 16 december 2004 antog riksdagen regeringens proposition (2004/05:5) om Försvarsmaktens nya grundorganisation, vilket ledde till att F 20 avvecklades den 31 december 2004. I dess ställe bildades den 1 januari 2005 Luftstridsskolan (LSS).
I princip övertog Luftstridsskolan organisationen från F 20, bland annat värnpliktsutbildning, Strilbataljonen, fackskolorna Flygbefälsskolan (FBS) och Stridslednings- och luftbevakningsskolan (StrilS). Även fana och traditioner övertogs från F 20. Ett år senare, den 1 januari 2006, tillfördes rent organisatoriskt Flygskolan, vilken var och även skulle fortsätta vara lokaliserad till Malmen utanför Linköping. Flygskolan hade organisatoriskt tillhört Blekinge flygflottilj (F 17), efter att tidigare tillhört Upplands flygflottilj (F 16) fram till att flottiljen avvecklades den 31 december 2003.
I maj 2009 meddelade Försvarsmakten att Flygplatssektionen vid Luftstridsskolan var ämnad att avvecklas, i samband med att Försvaret ville avveckla Uppsala-Ärna flygplats som militär flygplats. Dock ändrades beslutet i december 2009 till att bibehålla flygplatsen som militär flygplats.
Åren 2010–2011 utbildades de sista värnpliktiga vid Luftstridsskolan och skolförbandet övergick till kontraktanställda gruppchefer och soldater. Genom Försvarsmaktens "Organisation 13" tillkom två nya skolor till Luftstridsskolan, Basbefälsskolan. År 2016 överfördes R3-skolan till Luftstridsskolan, från att åren 2011–2015 organisatoriskt tillhört Norrbottens flygflottilj (F 21).
Den avveckling som hotade flygplatsen under 2009, vände år 2014 till en nysatsning på 33 miljoner kronor, eftersom flygplatsen åren 2014–2015 skulle renoveras. Flygplatsen skulle bland annat anpassas till att kunna ta emot större transportflygplan, som Boeing C-17 Globemaster III. Det skulle även bli utökad möjlighet att basera fler JAS 39 Gripen vid flygplatsen.
Den 14 maj 2019 överlämnade Försvarsberedningen sin slutrapport till regeringen, där man föreslog hur det militära försvaret skulle utvecklas åren 2021–2025. Försvarsberedningen föreslog bland annat att Luftstridsskolan i Uppsala ombildas till Upplands flygflottilj (F 16). Försvarsmakten gjorde en analys av försvarsberedningens slutrapport "Värnkraft", där även Försvarsmakten föreslog att en fjärde flygflottilj skulle etableras. Försvarsmakten föreslog att Upplands flygflottilj skulle bildas från 2022 och att Luftstridsskolan blir en del av flygflottiljen.
Inför försvarsbeslutet 2020 presenterade regeringen den 12 oktober 2020 en överenskommelse, om att från 2022 återetablera Upplands flygflottilj i Uppsala. Regeringen motiverade återinrättandet av Upplands flygflottilj med att det skulle skapa en mer robust basorganisation, samt att på längre sikt skapa förutsättningar för en eventuell tillväxt inom flygvapnet med permanent basering av stridsflyg i Uppsala. I regeringens förslag skulle de då ingående organisationsenheter i garnisonen, Luftstridsskolan och Flygstaben, kvarstå vid sidan av Upplands flygflottilj. Vidare ansågs det att det nödvändiga infrastruktur för en flygflottilj redan fanns på plats, då flygverksamhet, om än i begränsad omfattning, kontinuerligt bedrivits i Uppsala även sedan Upplands flygflottilj avvecklades. Nuvarande personal vid Luftstridsskolan kommer att fördelas mellan organisationsenheterna Luftsstridsskolan och Upplands flygflottilj. Senast den 1 mars 2021 skulle Försvarsmakten redovisa myndighetens planering till regeringskansliet (försvarsdepartementet) över återinrättandet av Upplands flygflottilj (F 16) i Uppsala. Den 26 februari 2021 presenterade Försvarsmakten sitt budgetunderlag för 2022, där Försvarsmakten redovisade sin planering, förberedelser och verksamhet i syfte att kunna återinrätta de av försvarsbeslutet utpekade regementen och flygflottiljer. Upplands flygflottilj föreslogs etableras från det fjärde kvartalet 2021, samt ansvara för drift och utbildning av en flygflottilj, en stridsledningsbataljon samt en säkerhetsmarkpluton.
Den 1 januari 2022 överfördes delar av Luftstridsskolan till Upplands flygflottilj, vilket uppmärksammades den 12 januari 2022 genom en gemensam ceremoni för förbandsbyte. I juni beslutade Försvarsmaktens produktionsledning att överföra Försvarsmaktens hundtjänstenhet från arméförbandet Livgardet till flygvapnet och Luftstridsskolan. Den 1 januari 2022 överfördes hundtjänstenheten till Luftstridsskolan, men med bibehållen gruppering till Märsta, vilket uppmärksammades den 18 januari 2022 genom en ceremoni för förbandsbyte.

## Verksamhet
Luftstridsskolan är ett stort förband med en bred verksamhet, vilka kan delas in i utbildning, utveckling och insatsverksamhet. Insatsförbanden som tillhör Luftstridsskolan är 16. flygflottiljen och 161. stridslednings- och luftbevakningsbataljon. Inom 16. flygflottiljen ingår bland annat förband för att betjäna Ärnabasen och grundutbilda soldater. Stridsledningsbataljonen ansvarar för luftbevakningen av Sverige, samt stridsledningen av svenskt stridsflyg. För att lösa dessa uppgifter finns även förmågan att upprätta flygradio, radar, radiolänk med mera. Man har även Flygvapnets största säkerhetsförband, strilförsvarskompaniet som ansvarar för skyddet av fasta och rörliga anläggningar genom att bedriva säkerhetsförbandstjänst. 

## Ingående enheter
| Beteckning    | Namn                                              | Aktiv     | Anmärkning                    |
| ------------- | ------------------------------------------------- | --------- | ----------------------------- |
| BBS           | Basbefälsskolan                                   | 2013–     |                               |
| FBS           | Flygbefälsskolan                                  | 2005–     |                               |
| FlygS         | Flygskolan                                        | 2006–     |                               |
| R3            | R3-skolan                                         | 2013–     | Tillhör Basbefälsskolan (BBS) |
| StrilS        | Stridslednings- och luftbevakningsskolan          | 2005–     |                               |
| 161. strilbat | 161. stridslednings- och luftbevakningsbataljonen | 2009–2021 | Överförd 2021 till F 16       |
| 5. BasE       | 5. basenheten                                     | 2011–2021 | Överförd 2021 till F 16       |
| FHTE          | Försvarsmaktens hundtjänstenhet                   | 2022–     | Tillförd 2022 från Livgardet  |

### Basbefälsskolan

Basbefälsskolans heraldiska vapen sedan 2018

Basbefälsskolan (BBS) har sina rötter i Flygvapnets markstridsskola (FMS) och Flygvapnets bastjänstskola (FBS). Flygvapnets bastjänstskola var till en början lokaliserad till Svea flygkår (F 8) i Barkarby. I samband med att Svea flygkår upplöstes och avvecklades 1974, överfördes Flygvapnets bastjänstskola till Halmstad. Där slogs den samman med Flygvapnets markstridsskola (FMS), och bildade den nya Bastjänst- och Markstridsskolan (BMS). En del källor menar att skolan fick det nya namnet Flygvapnets Basbefälskola (BBS). Namnet Flygvapnets Basbefälskola (BBS) kan ha tillkommit genom reformen Ny befälsordning, eftersom skolan år 1990 benämndes som just Flygvapnets Basbefälskola (BBS). I samband med att Flygvapnets Halmstadsskolor avvecklades år 1998 överfördes BBS till det nya skolförbandet Försvarsmaktens Halmstadsskolor (FMHS). Vid FMHS bildade BBS tillsammans med Arméns underhållsskola och marinens Intendenturskola den nya skolan Bas- och Underhållsskolan (BasUhS). Den nya skolan BasUhS blev då en försvarsmaktsgemensam skola och svarade för funktionsutbildning i bastjänst och underhållstjänst/förnödenhetsförsörjning. I samband med att Försvarsmaktens logistik och motorskola bildades i Skövde 2005, avvecklades Bas- och Underhållsskolan, och med det upphörde utbildningen i basförbandstjänst på högre nivå. I samband med Försvarsmaktens "Organisation 13" (Org 13) återuppstod Basbefälsskolan (BBS) som en del av Luftstridsskolan i Uppsala. I dess nya organisation svarar skolan för att vara sammanhållande för utbildning i basförbandstjänst, taktikutvecklingen samt för den högre utbildningen inom flygbastjänst inom Flygvapnet.
R3-skolan eller R3 avdelningen är en skola tillhörande Basbefälsskolan (BBS). R3-skolan ansvarar för utbildning och utveckling inom räddning, röjning och reparation (R3), samt flygtrafiktjänst. R3-skolan genomför och ansvarar för utbildningen av flygvapnets R3-officerare och flygledare.

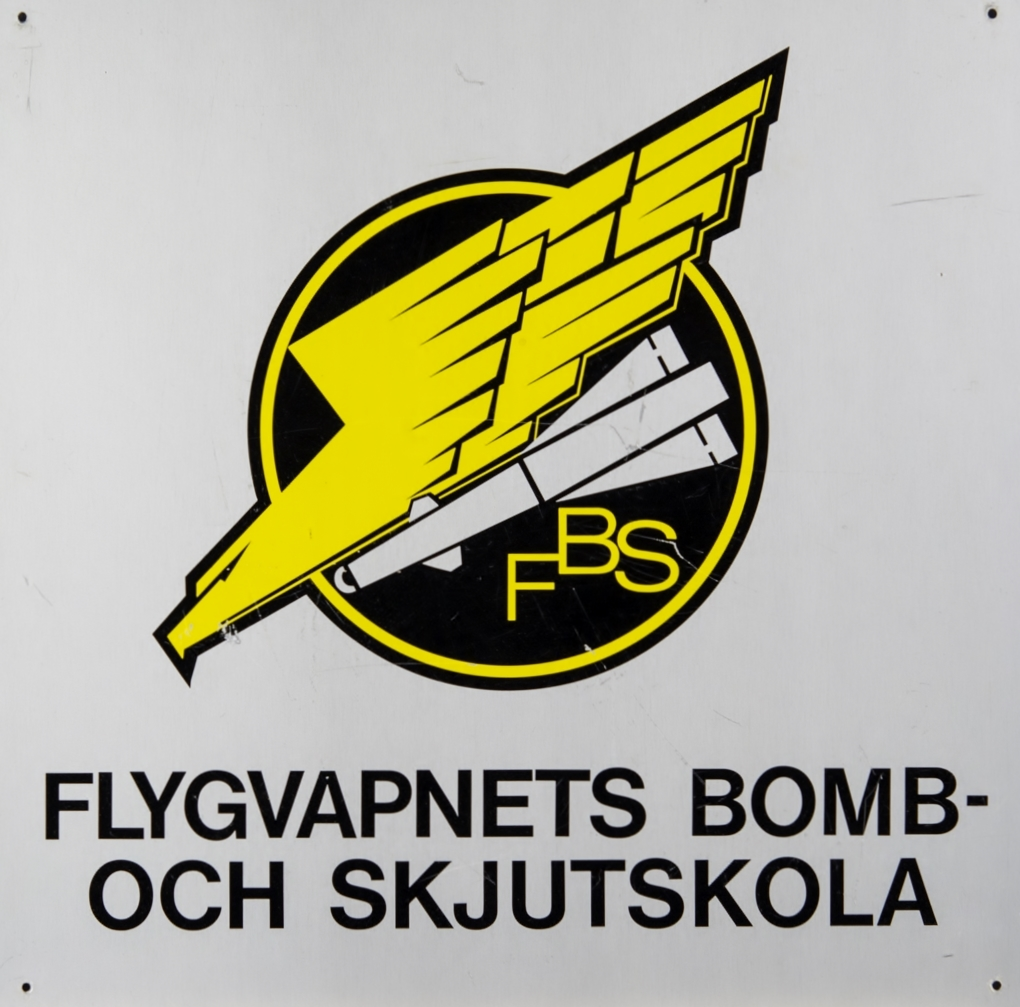
FBS emblem.

Flygbefälsskolan (FBS) bildades den 17 maj 1943, under namnet Flygvapnets bomb- och skjutskola och lokaliserades till Luleå. Skolans huvuduppgift var till en början att utbilda i bombfällning och skjutning. År 1968 omlokaliserades skolan till Malmslätt, där den teoretiska delen hölls, medan den praktiska delen hölls vid respektive flottilj. År 1981 fick skolan namnet Flygvapnets befälsskola. År 1983 omlokaliserades skolan från Malmslätt. Vissa källor hävdar att skolan åren 1983–1985 var placerad vid Flygvapnets Södertörnsskolor i Tullinge. Andra källor hävdar att skolan omlokaliserades direkt till Uppsala, och där först blev en del av F 16. År 1985 blev skolan organisatoriskt en del av Flygvapnets Uppsalaskolor (F 20), men löd direkt under Chefen för Flygvapnet. Flygvapnets befälsskola (FBS) var tillsammans med Flygvapnets Stridsledning- och luftbevakningsskola (StrilS) de två skolor som tillfördes Luftstridsskolan från den 1 januari 2005.

### Flygskolan
Flygskolan (FlygS) bildades 1926 i Ljungbyhed. I samband med att Krigsflygskolan (F 5) avvecklades den 30 juni 1998, genom försvarsbeslutet 1996 kom skolan att 1997 överföras till Skånska flygflottiljen (F 10). Genom försvarsbeslutet 2000 antog riksdagen regeringens proposition, vilken bland annat inkluderade avveckling av två flygflottiljer, Skånska flygflottiljen och Upplands flygflottilj. Flygskolan som vid den tidpunkten tillhörde F 10, blev tvungen att flytta, då all flygverksamhet skulle vara avvecklad i Ängelholm den 31 december 2002. De elever som vid den tidpunkten utbildade sig vid Flygskolan, fick slutföra den i Uppsala vid F 16. Skolan avvecklades den 31 december 2003. Flygskolan kom under sommaren 2003 att lokaliseras till Malmen, där det övertog den gamla Måldivisionens förläggningar på norra sidan om flygfältet. På Malmen blev skolan en underenhet och detachement till Blekinge flygflottilj (F 17). Den 1 januari 2006 överfördes Flygskolan till att bli en skola inom LSS, men med bibehållen lokalisering till Malmen.

### Försvarsmaktens hundtjänstenhet
Försvarsmaktens hundtjänstenhet (FHTE) är förlagd i Märsta och Sollefteå och ansvarar för anskaffning, uppfödning och utbildning av tjänstehundar inom Försvarsmakten samt till Polismyndigheten. Åren 2002–2021 var hundtjänstenheten en del av Livgardet, men är sedan 2022 en del av Luftstridsskolan.

### Stridslednings- och luftbevakningsskola
Stridslednings- och luftbevakningsskolan (StrilS) har sina rötter i två skolor. Den första är Ekoradioskolan, vilken bildades år 1947. År 1956 namnändrades Ekoradioskolan och fick namnet Flygvapnets Radarskola (FRAS). De andra skolan är Stridsledningsskolan (STRIS), vilken bildades 1959. År 1966 gjordes en större omorganisation vid skolorna i Hägernäs, vilket medförde att Flygvapnets Radarskola uppgick i Stridsledningsskolan, och fick det nya namnet Stridsledning- och luftbevakningsskolan (STRILS). Den tekniska utbildningen överfördes med detta till FTTS, och officersutbildning till KAS/M. År 1974 omlokaliserades skolan till Flygvapnets Södertörnsskolor i Tullinge. I Tullinge byggdes en ny skolbyggnad som inrymde STRILS med sin simulatoranläggning, där personal som skulle bemanna luftförsvarscentraler och radargruppcentraler utbildades. Skolan utbildade även personal för den nya storradarn PS-860 och den nya låghöjdsradarn PS-870, för denna utbildning fanns en komplett PS-860 radarstation på F 18 under ett antal år. I samband med att KAS/M avvecklades år 1983, genom reformen Ny befälsordning, delades dess uppgifter upp på skolorna STRILS och Flygvapnets officershögskola (FOHS) vid Flygvapnets Halmstadsskolor. Genom den avveckling som gjordes av F 18 överfördes ansvaret 1986 för STRILS till Flygvapnets Uppsalaskolor. Då skolans simulator TAST för olika delar av STRIL 60-systemet ansågs vara för ålderstigen och ömtålig för att kunna flyttas, fick STRILS ligga kvar i Tullinge till den 30 juni 1994. Efter 1994 fanns det inte längre något behov av att utbilda personal för STRIL 60, och skolan flyttades till en ny byggnad vid Flygvapnets Uppsalaskolor. I Uppsala fick skolan 1998 det nya namnet Flygvapnets Stridsledning- och luftbevakningsskola (StrilS), det vill säga enda skillnaden låg i tillägget "Flygvapnets". Flygvapnets Stridsledning- och luftbevakningsskola (StrilS) var tillsammans med Flygvapnets befälsskola (FBS) de två skolor som tillfördes Luftstridsskolan från den 1 januari 2005. 

## Tidigare ingående enheter

### 161.stridslednings- och luftbevakningsbataljonen
161. stridslednings- och luftbevakningsbataljonen (161. strilbat) bildades den 1 januari 2009 och är den enhet som ansvarar för Flygvapnets stridsledning och luftbevakning. Förutom att ansvara och övervaka det svenska luftrummet och stridsleda och samordna flyg- och luftstridskrafterna, så har bataljonen även en rörlig förmåga som med egna resurser kan upprätta och omgruppera radio- och radarstationer. Bataljonen består av fyra kompanier, 11.- och 12. stridsledningskompaniet, 13. rörligt radar- och radiokompani och 14. strilförsvarskompaniet. När bataljonen bildades så var den underställd Luftstridsskolan, men kom 2021 att överföras till det återetablerade Upplands flygflottilj.

### 5.basenheten
5. basenheten bildades 1 januari 2016 när flygbaskompaniet som är stationerat vid Uppsala/Ärna flygplats organisatoriskt flyttades från Norrbottens flygflottilj (2011-2016) till Luftstridsskolan (2016-2021). 5. basenheten består av två kompanier, 51. grundutbildningskompaniet som ansvarar för utbildning av värnpliktiga samt 52. flygbaskompaniet som ansvarar för driften av Uppsala/Ärna flygplats. Flygbaskompaniet består bland annat av flygbassäkerhetspluton, R3-pluton, flygterminalpluton, flygplatspluton, sambandstropp och insatspluton. När enheten flyttades så var den underställd Luftstridsskolan, men kom 2021 att överföras till det återetablerade Upplands flygflottilj.

## Heraldik och traditioner
Luftstridsskolan ärvde det traditionsansvar som låg på Flygvapnets Uppsalaskolor (F 20), vilket i första hand var:  Västmanlands flygflottilj (F 1), Roslagens flygflottilj (F 2), Svea flygflottilj (F 8), Södermanlands flygflottilj (F 11), Upplands flygflottilj (F 16), Södertörns flygflottilj (F 18) och Flygvapnets Uppsalaskolor (F 20). I andra hand har skolan i uppgift att vårda minnet över 22 U.N. Fighter Squadron (F 22), Mellersta flygkommandot (FKM), Flygvapnets Krigshögskola, Flygkrigshögskolan, Flygvapnets centrala skolor, Flygvapnets Södertörnsskolor och Flygkompaniet (1916-1926)
Luftstridsskolan har även till uppgift att bevara minnet av tidigare organisationsenheterna: Flygvapnets Bomb- och Skjutskola (FBS), Jaktskolan, Flygvapnets Radarskola (FRAS), Stridsledningsskolan (STRIS), Stamflygförarskolan, Flygvapnets Bastjänstskola (FBTS), Bastjänst- och markstridsskola (BMS), Flygvapnets Markstridsskola (FMS) och Flygvapnets Trupputbildningsskola (FTUS).

## Förbandschefer
- 2005–2006: Överste Rafael Bengtsson
- 2006–2006: Överstelöjtnant Johan von Knorring (Tf.)
- 2006–2009: Överste Patrik Dahle
- 2009–2009: Överstelöjtnant Johan von Knorring (Tf.)[29]
- 2009–20??: Överste Michael Christofersson[30]
- 2013–2014: Överstelöjtnant Torbjörn Eriksson (Tf.)[31][32][33]
- 2014–2017: Överste Anders Persson [b]
- 2017–2021: Överste Robert Nylén [c]
- 2021–2023: Överste Anna Siverstig [d]
- 2023–2025: Överste Niclas Magnusson [e]
- 2025–20xx: Överste Carl Bergqvist [f]

## Namn, beteckning och förläggning
| Luftstridsskolan | 2005-01-01 | – |  |

| LSS | 2005-01-01 | – |  |

| Uppsala/Ärna (F) | 2005-01-01 | – |            |
| Malmslätt (D)    | 2006-01-01 | – |            |
| Bålsta (D)       | 2005-01-01 | – | 2021-10-13 |
| Luleå (D)        | 2005-01-01 | – |            |
| Hästveda (D)     | 2005-01-01 | – | 2021-10-13 |
| Såtenäs (D)      | 2005-01-01 | – |            |
| Halmstad (D)     | 2005-01-01 | – |            |
| Märsta (D)       | 2022-01-01 | – |            |
| Sollefteå (D)    | 2022-01-01 | – |            |